# Serrodes trispila
Serrodes trispila är en fjärilsart som beskrevs av Paul Mabille 1890. Serrodes trispila ingår i släktet Serrodes och familjen nattflyn. Inga underarter finns listade i Catalogue of Life.